# Терри, Альфред
А́льфред Ха́у Те́рри (англ. Alfred Howe Terry; 10 ноября 1827 — 16 декабря 1890) — офицер армии США, участник Гражданской войны и индейских войн.

## Ранние годы
Альфред Терри родился в городе Хартфорд (штат Коннектикут). Вскоре семья Терри переехала в Нью-Хейвен, где Альфред провёл своё детство и юность. После окончания юридического факультета Йельского университета в 1848 году Терри стал адвокатом.

## Гражданская война
Когда началась гражданская война, Терри собрал полк, который вошел в состав добровольческой армии как 2-й Коннектикутский пехотный полк. Сам Терри стал его полковником и командовал этим формированием в первом сражении при Булл-Ран, где полк числился в бригаде Эразмуса Киза. После сражения Терри со своим полком был переведен в Южную Каролину.
За боевые заслуги был произведён в генерал-майоры добровольческой армии.

## Послевоеная деятельность
После окончания Гражданской войны получил звание бригадного генерала. В 1868 году принимал участие в заключении договора в форте Ларами с индейскими племенами.
Дважды, в 1866-1868 годах и в 1873-1886 годах, руководил Департаментом Дакота.
Был командующим колонны американских войск в 1876 году во время проведения военной кампании против сиу и шайеннов. Его армейская группировка вместе с кавалерийским полком Джорджа Армстронга Кастера наступала с востока, с запада двигался полковник Джон Гиббон, с юга — генерал Джордж Крук. Его войска первыми прибыли на поле битвы при Литтл-Бигхорн и обнаружили гибель полка Кастера.
В 1886 году Альфред Терри был произведён в генерал-майоры армии США и назначен командовать военным округом Миссури со штаб-квартирой в Чикаго. В 1888 году вышел в отставку.
Альфред Терри умер 16 декабря 1890 года у себя на родине в Коннектикуте, в городе Нью-Хейвен.